# Коротнево (Московская область)
Коротнево — деревня в городском округе Шаховская Московской области России.

## Население
| 1852 | 1859 | 1926 | 2002 | 2006 | 2010 |
| ---- | ---- | ---- | ---- | ---- | ---- |
| 96   | →96  | ↗133 | ↘0   | ↗1   | ↘0   |

## География
Расположена у границы с Волоколамским и Лотошинским районами, примерно в 15 км к северо-востоку от районного центра — посёлка городского типа Шаховская, на правом берегу реки Колпяны (бассейн Иваньковского водохранилища), ниже устья Муравки. Соседние населённые пункты — деревни Беркуново, а также Львово и Ревино Волоколамского района.

## Исторические сведения
В 1769 году Коротнева — деревня Колпского стана Волоколамского уезда Московской губернии в составе владения лейб-гвардии секунд-майора, князя Александра Алексеевича Шаховского. В деревне 40 дворов и 131 душа.
В середине XIX века деревня Коротнево относилось к 1-му стану Волоколамского уезда Московской губернии и принадлежала князю Валентину Михайловичу Шаховскому. В деревне было 11 дворов, крестьян 51 душа мужского пола и 45 душ женского.
В «Списке населённых мест» 1862 года — владельческая деревня 1-го стана Волоколамского уезда Московской губернии по левую сторону Московского тракта (от границы Зубцовского уезда на город Волоколамск), в 18 верстах от уездного города, при речке Муравке, с 15 дворами и 96 жителями (49 мужчин, 47 женщин).
По данным на 1890 год входила в состав Кульпинской волости, число душ мужского пола составляло 52 человека.
В 1913 году в деревне 17 дворов и мануфактурная лавка.
По материалам Всесоюзной переписи населения 1926 года — деревня Мостищевского сельсовета Раменской волости Волоколамского уезда, проживало 133 человека (63 мужчины, 70 женщин), насчитывалось 24 крестьянских хозяйства.
С 1929 года — населённый пункт в составе Шаховского района Московской области.
1994—2006 гг. — деревня Белоколпского сельского округа Шаховского района.
2006—2015 гг. — деревня сельского поселения Раменское Шаховского района.
2015 — н. в. — деревня городского округа Шаховская Московской области.